# Gedongjetis
Gedongjetis is een bestuurslaag in het regentschap Klaten van de provincie Midden-Java, Indonesië. Gedongjetis telt 2078 inwoners (volkstelling 2010).